# احناش (آيت إنزال الجبل)
احناش هو دُوَّار يقع بجماعة تغدوين، إقليم الحوز، جهة مراكش آسفي في المملكة المغربية. ينتمي الدوّار لمشيخة آيت إنزال الجبل التي تضم 17 دوار. يقدر عدد سكانه بـ 98 نسمة حسب الإحصاء الرسمي للسكان والسكنى لسنة 2004.

## روابط خارجية
- البوابة الوطنية للجماعات الترابية
- المندوبية السامية للتخطيط